# Anne Innis Dagg
Anne Innis Dagg, née le 25 janvier 1933 à Toronto (Ontario), et morte le 1er avril 2024 à Kitchener (Ontario), est une zoologiste et féministe canadienne. Autrice de nombreux ouvrages et d'articles scientifiques, elle est particulièrement connue pour ses apports pionniers à la fois dans la connaissance sur les girafes, et plus largement dans l'observation du comportement des animaux sauvages dans leur milieu naturel. Elle est également réputée pour ses travaux sur la discrimination des femmes dans le milieu universitaire.

## Biographie

### Jeunesse et formation
Anne Christine Innis naît le 25 janvier 1933 à Toronto, en Ontario au Canada. 

#### Famille Innis
Son père, Harold Innis né le 5 novembre 1894 à Otterville en Ontario, est professeur d'économie politique à l'université de Toronto. L'Innis College de cette université et la bibliothèque Innis de l'université McMaster de Hamilton en Ontario ont été nommés en son honneur quand ils furent fondés en 1964. Anne Innis gardera bien ancré un principe que son père a acquis, mis en œuvre et transmis : « l'expérience vécue est un important outil de recherche », c'est ce qui l'a poussé à étudier les girafes sur leur « propre terrain ». Harold Innis meurt à 58 ans, le 8 novembre 1952 à Toronto, Anne est alors en deuxième année à l'Université. 
Sa mère, Mary Quayle Innis (en) est née le 13 avril 1899 à St Mary's, Ohio aux États-Unis. Elle fut une des étudiantes en économie d'Harold Innis. Elle est également une universitaire reconnue, ayant reçu un Doctor Honoris Causa de l'Université Queen's à Kingston en 1958 et un autre de l'université de Waterloo en 1965. 
Mary a écrit de nombreux livres d'histoire et a aussi publié des nouvelles,. Elle meurt à Toronto le 10 janvier 1972, à l'âge de 72 ans. En 2020, Anne Innis a rédigé un livre dédié à sa mère Mary Quayle : Her Own Person : the Life of Mary Quayle Innis produit par Mary Dagg et édité par Mary Innis Ansell, deux petites-filles de Mary Quayle Innis. 
Anne a une sœur et deux frères. L'un de ses frères, l’aîné, Donald Quayle Innis (en) (24 avril 1924, 24 août 1988) fut géographe. Ses recherches portèrent sur les cultures intercalaires (l'intercropping),, l'ancêtre de la permaculture. Donald Innis enseigna à l'Université Queen's puis au Campus de Geneseo qui fait partie de l'Université d'État de New York, où il obtint le prix du Chancelier en 1979 pour l'excellence de son enseignement.

#### Enfance d'Anne Innis
Dès l'enfance, Anne indique que la personne qu'elle voulait être devait étudier les girafes. Le déclic a eu lieu lors d'une visite lorsqu'elle avait trois ans, en 1936, avec sa mère Mary Quayle Innis au Zoo de Brookfield, un parc zoologique à Chicago dans l'Illinois où elle vit pour la première fois des girafes. Le zoo de Chicago était connu à l'époque pour utiliser des douves et des fossés plutôt que de présenter des animaux en cages. « Peut-être est-ce leur taille, surtout du point de vue d’un petit enfant, qui m’a impressionnée ; peut-être était-ce la précipitation du mouvement quand quelque chose les a surpris et qu'elles se sont mises à galoper dans une rafale de cous et de jambes à travers leur paddock », écrit-elle dans ses mémoires de 2006 Pursuing Giraffe. À partir de cet instant, Anne se met à collectionner des photos de girafes et à les dessiner,,.
Anne Innis fréquente l'école Bishop Strachan. Elle obtient un baccalauréat universitaire BA en biologie à l'University College de l'université de Toronto en 1955 et reçoit une médaille d'or en reconnaissance de ses résultats scolaires. Elle obtient ensuite une maîtrise en génétique MA au sein de la même université en 1956. Puis elle part en Afrique du Sud pour ses recherches sur les girafes en 1956 et 1957. À son retour au Canada, elle épouse le physicien Ian Dagg en 1957, puis ils déménagent à Waterloo en 1959, où Ian devient professeur à l'Université de Waterloo.
Anne travaille comme chargée de cours à temps partiel en anatomie et physiologie de 1962 à 1965 at the WLU (Waterloo Lutheran University),. En 1967, elle rédige sa thèse de doctorat en biologie en comportement animal, plus précisément à l'université de Waterloo. Sa thèse porte sur « les allures et leurs évolutions dans le sous-ordre des mammifères Pecora » et obtient son doctorat PhD avec comme directeur de thèse Dr Anton de Vos, un expert de la vie sauvage connu au Canada qui venait d'arriver de l'université de Guelph à l'université de Waterloo.

### Carrière

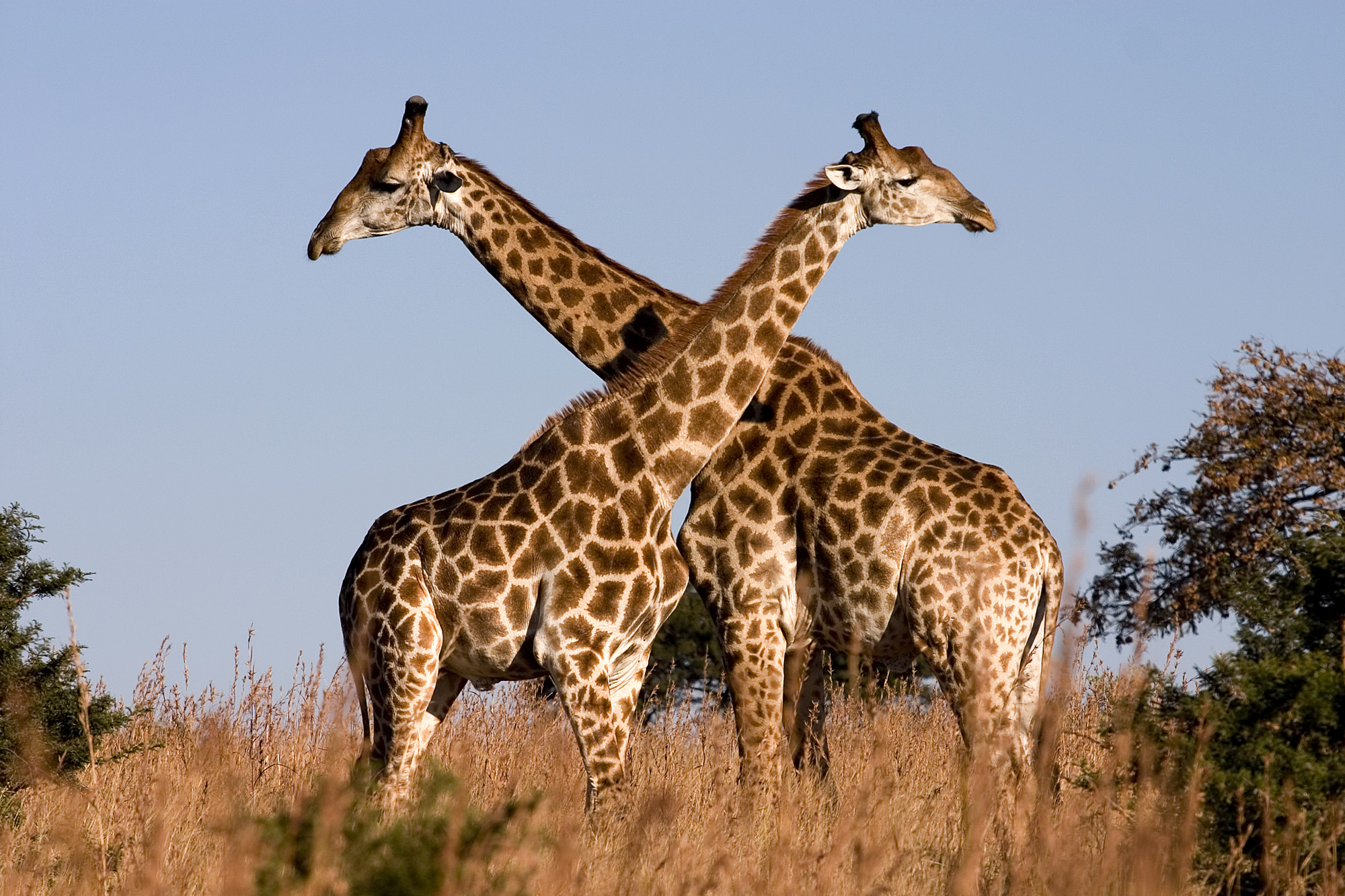
Girafes en Afrique du Sud.

Anne Innis Dagg est une pionnière de l'étude des girafes, en particulier dans leur habitat naturel,. Lors d'une conférence à San Francisco Anne a été présentée comme la « Jane Goodall des girafes »,, en référence à la célèbre primatologue spécialiste des chimpanzés, qui a cependant étudié ces primates quelques années plus tard (1960) en Tanzanie  et dont la notoriété est plus grande que la sienne aujourd'hui tout comme celle de Dian Fossey (1967) avec ses observations sur les gorilles au Virunga (Rwanda) ou encore Birutė Galdikas (1971) sur les orang-outans à Bornéo en Indonésie . Toutes ces scientifiques ont eu le mérite d'étudier leurs espèces de prédilection dans leur espace naturel.
Anne Innis a toujours intensivement cherché à en apprendre davantage sur les girafes, mais à cette époque, dans les années 1940 et 1950, il était impossible de trouver une information ou étude sur cette espèce même après son Master en biologie en 1956. Après de longues recherches, Anne avait trouvé une étude en allemand qu'elle dût emprunter pour un temps limité et puis traduire. Dès lors, Anne en déduisit qu’elle devait absolument partir en Afrique sur le site même où les girafes vivaient et évoluaient si elle voulait vraiment améliorer ses connaissances sur les girafes.

### Observation des girafes à l'état sauvage en Afrique du Sud

#### Préparation voyage d'étude en Afrique du Sud
Après l'obtention de son Master en 1956, Anne Innis se lança dans une campagne intensive de courriers pour l'aider à organiser son projet de partir en Afrique étudier les girafes. Elle écrit même à Louis Leakey le paléoprimatologue kényan qui lui répondit qu'il n'avait pas de place de recherche pour observer les girafes et surtout il lui expliqua pourquoi elle ne pouvait pas partir en Afrique, c'est-à-dire parce qu'elle était une femme et qu'elle ne pouvait venir seule. 
Pourtant cinq ans après, Louis Leakey lancera la carrière de chercheuse de Jane Goodall en 1960, puis celle de Diane Fossey en 1967 et enfin celle de Birute Galdikas en 1971. À noter que Birute Galdikas mit trois ans à convaincre Louis Leakey de l'aider sur sa thèse. Anne essuya beaucoup de refus mais aucun refus ne la décourageait. Cependant, Anne décida de changer sa signature en bas de courriers en ne signant qu'avec ses initiales afin de laisser planer une ambiguïté sur son sexe laissant supposer qu'elle pouvait être un homme. Heureusement, avec un de ses pairs étudiant en paléontologie, Rufus Churcher, — un futur paléoécologue et paléo-environnementaliste qui devint professeur et écrivit un livre sur la girafe fossile en 1978 Giraffidae, — les choses commencèrent à bouger. En effet, Churcher revenait d'Afrique pour travailler son doctorat à l'université de Toronto. Rufus Churcher lui apporta une grande aide en mettant Anne en relation avec un chercheur avec qui il avait travaillé sur place, Jakes Ewer de l'Université Rhodes, de son vrai nom Denis William Ewer à Grahamstown, Afrique du Sud. Jakes et sa femme Griff Ewer étaient prêts à l'aider et l'ont mis en relation avec Alexander Matthew qui avait un ranch où évoluaient librement une centaine de girafes.

#### Départ et séjour en Afrique pour l'étude des girafes
En 1956, à l'âge de 23 ans, Dagg se rend seule en Afrique du Sud en plein Apartheid pour étudier le comportement des girafes sauvages. En 1956 et 1957, elle étudie les girafes au ranch Fleur de lys près du Parc national Kruger. Le voyage a été motivé par ce qu’elle a décrit en 1974 lors d’une entrevue avec le Toronto Star comme « une énorme envie de voir des girafes errer librement, au lieu d’être enfermées dans des zoos ».
Avant le voyage, Dagg avait contacté le ranch Fleur de lys situé à proximité de Grahamstown, pour demander la permission de visiter et d'étudier les animaux. Sa demande était fondée sur l'hypothèse que le propriétaire de la ferme Alexander Matthew penserait que la lettre, signée A. Innis, était écrite par un homme. Le voyage fut retardé car réalisant par la suite qu'elle était une femme, celui-ci lui répond qu'il lui est impossible de l'héberger dans ses installations avec les ouvriers agricoles. Elle reste alors à Grahamstown où elle lui écrit plusieurs fois par semaine pendant plusieurs semaines pour demander la permission de revenir. Face à sa détermination, Alexander Matthew accepte finalement, lui permettant de rester dans la maison de sa famille. Anne entreprend ce voyage sur les routes d'Afrique du Sud au temps fort de l'Apartheid bravant les dangers alors qu'elle est blanche, seule et célibataire. 

Anne Innis passait plus de dix heures par jour cachée dans le cockpit surchauffé de sa voiture à observer les girafes sans pouvoir sortir sous peine qu'elles interrompent leurs activités. À bord de sa voiture, Anne prenait des notes détaillées sur tous les aspects de leur comportement, filmait avec une caméra 16 mm tout ce qu'elles faisaient, ce qu'elles mangeaient, leurs interactions en analysant scrupuleusement leurs allures, mais aussi les naissances, comment les mères nourrissaient leurs girafons, mais observait aussi leurs prédateurs sans exclure les prédateurs humains. Ce voyage est la première fois qu'un scientifique a étudié les girafes dans leur milieu naturel et aussi le comportement en liberté en Afrique. 

Dans le documentaire de 2018 qu'Alison Reid a tourné sur sa vie The Woman Who Loves Girafes, Alexander Matthew était resté en contact épistolaire avec Anne jusqu'à sa mort et lui donnait régulièrement des nouvelles de Fleur de Lys, dans ses lettres ; il se souvenait parfaitement de l'arrivée de cette jeune fille très déterminée à observer les girafes.
Alexander Matthew était très fier des recherches qu'Anne avait réalisé sur les girafes de son ranch, il déclara qu'elle était pour lui comme sa quatrième fille. Dans une de ses dernières lettres, Alexander déclare que Fleur de Lys a été divisée en parcelles de chasse et qu'il était heureux qu'Anne ait pu effectuer ses recherches avant ce démembrement vraiment regrettable. 
En 1958, Anne publie ses recherches sur les girafes dans Proceedings of the Zoological Society of London, un journal scientifique,.

#### Recherches sur les girafes avec J. Bristol Foster
Anne Innis Dagg, sans budget, a pu documenter des éléments évidents, en particulier l'heure de la journée où se produisent les diverses activités des girafes (nourrir, ruminer, combattre, se reposer, s'accoupler), elle a filmé leurs allures, ce qui fera partie de sa thèse de doctorat sur les allures du sous-ordre picora en 1967.
Son premier livre sur les girafes écrit en 1976, paru en 1977, puis réédité en 1982, soit vingt ans après son séjour en Afrique, est devenu une référence dans le milieu des scientifiques étudiant les girafes. Une grande partie du contenu est, à la fois, le fruit de ses propres recherches et également, celles de J. Bristol Foster son ami qui travaillait sur les girafes depuis cinq ans au département de Zoologie au Royal College (University of East Africa), à Nairobi, Kenya ; il rédigera sa thèse de doctorat à l'Université de la Colombie-Britannique. Anne décrit une collaboration très fructueuse avec son confrère Bristol. En effet, Anne avait été la première à étudier les girafes en Afrique, de 1956 à 1957, tandis que Bristol avait été le deuxième, dans les années 1960.
Bristol, qui travaillait à l'Université de Nairobi, bénéficiait d'un soutien financier. Dans une étude de 20 mois, il a traversé le parc national de Nairobi chaque semaine, notant toutes les girafes qu'il rencontrait. Bristol Foster a photographié chaque animal du côté gauche afin de pouvoir reconnaître individuellement les 241 girafes qui ont visité le parc pendant cette période.
Son analyse des girafes présentes chaque jour, considérée comme reflétant des amitiés possibles, a révélé que les femelles étaient presque toujours en groupe, contrairement aux mâles solitaires mais que les membres de ces groupes changeaient chaque semaine. Apparemment, la nourriture disponible l'emportait sur les amitiés : les femelles se rassemblaient près de savoureux arbres fourragers mais cela ne faisait pas d'elles pour autant de bonnes amies. Dans leur livre, Anne et Bristol ont noté que les girafes avaient peu d'intérêt social les unes pour les autres. Plus tard, dans la nouvelle version de girafes de 2014, Anne eut l'humilité de reconnaitre que cette assertion était une erreur.
Depuis les recherches d'Anne et de Bristol, le nombre de girafes a baissé dramatiquement de plus de 40 % entre 1985 et 2015, de 60 % pour la girafe réticulée, en Afrique Centrale la girafe de Cordouan a baissé de 85 % et 97 % pour la girafe nubienne vivant en Afrique de l'Est avec la réticulée. Son classement en tant qu'espèce vulnérable par l’Union internationale pour la protection de la nature (IUCN), ne date que de 2016 et a cependant suscité une grande surprise. C'est la raison pour laquelle le terme employé est la menace d'une extinction silencieuse des girafes. 
Les girafes sont victimes de la perte de leur habitat, des conflits, du braconnage tout comme la plupart des espèces emblématiques de l'Afrique qui menace de disparaitre,. Les girafes sont désormais sur la liste rouge de l'IUCN. En 2017, l'Angola a demandé l'inscription de la girafe giraffa camelopardalis à l'annexe II de la Convention sur le commerce international des espèces de faune et de flore sauvages menacées d'extinction appelée aussi Convention de Washington, organisation de l'ONU environnement. cela signifie que cette espèce requiert une coopération Internationale pour sa conservation,.

#### Retour au Canada
À son retour au Canada, de 1957 à 1959, après avoir épousé Ian Dagg, le couple s'établit à Ottawa où Anne Innis essaie de trouver un emploi en biologie mais sans succès. Aucune des universités locales ne voulait l'embaucher, pas même le Musée national. Elle passe l'automne à travailler dans un emploi temporaire à l'Université Carleton et pendant son temps libre, à écrire ce qu'elle imaginait être un futur livre sur la girafe, en utilisant les différentes bibliothèques de la région d'Ottawa. En 1959, après la nomination de son mari Ian Dagg à un poste de professeur d'université, ils déménagent à Waterloo. 

Entre 1959 et 1965, Anne Innis rencontre un grand nombre de vicissitudes pour trouver un travail de chercheuse et d'enseignante dans diverses universités malgré sa forte détermination parce que surtout elle est une femme, cependant, elle trouve tout de même des postes à mi-temps.
En 1965, Anne Innis entreprend son doctorat en éthologie à l’université de Waterloo qu’elle termine en 1967. Dans son travail de thèse portant sur les allures des mammifères pecora, Anne a analysé et comparé non seulement les allures de girafe mais aussi de bien d'autres grands mammifères parmi les ongulés y compris ceux de la faune canadienne. Ses observations inédites sur les girafes qui l'ont amené à co-écrire plus tard avec J. Bristol Foster un de ses anciens condisciples de l'université de Toronto, le premier livre scientifique sur les girafes paru en 1977, . De 1968 à 1972, Anne devient alors professeur assistant à l’Université de Guelph où elle travaille jusqu'en 1972. 
Après la rédaction de son livre, Anne Innis Dagg travaille ensuite comme chargée de cours à l'université de Waterloo sans toutefois pouvoir obtenir une titularisation malgré le nombre important de ses publications et la valeur de ses recherches.
En plus de ses recherches sur les girafes, Dagg a également étudié d'autres animaux tels les chameaux. En effet, lors d'une conférence sur le comportement animal en 1971, Anne Innis rencontra Hilde Gauthier-Pilters, une scientifique allemande vivant en France avec sa famille. Durant l'été, Hilde Gauthier-Pilters faisait souvent des voyages au Sahara pour étudier le chameau, son centre de recherche comme celui d'Anne avait été la girafe. L'été était la meilleure saison pour des observations sur les chameaux parce que la chaleur poussait les chameaux à la limite, et Hilde analysait l'urine et la production fécale, l'eau consommée et les pâturages disponibles particulièrement importantes. Anne l'accompagna deux saisons d'été (1972, 1973) en Mauritanie pour étudier la locomotion à dos de chameau. Elles souffrirent énormément de la chaleur à dos de chameau. Anne Innis écrivit Camel Quest en 1978 ainsi qu'un document de recherche sur la locomotion du chameau en 1974. Le chameau possède à vitesse moyenne cette allure rare au rythme, plutôt qu'au trot,.
De plus, Dr Anne Innis étudia également les primates et la faune sauvage canadienne. Son premier livre, Mammals of Waterloo and South Wellington Counties, co-écrit avec CA Campbell, a été publié en 1972, suivi deux ans plus tard par Canadian Wildlife and Man. En 1985, Dagg a soulevé des inquiétudes quant à l'impact de la sociobiologie dans les publications scientifiques et a rendu compte au grand public du comportement social des animaux dans son livre Harems and other horrors: sexual bias in behavioral biology. 
Les recherches d'Anne Innis Dagg ont abouti à plus de 60 articles scientifiques sur des sujets aussi variés que l'homosexualité, le comportement des mammifères, la sociobiologie c'est-à-dire les comportements sociaux des animaux, le féminisme, le sexisme dans les universités et les droits des animaux. Elle a également écrit 20 livres sur ces sujets. Elle a été reconnue, avec 18 autres femmes scientifiques dont l'astronome Helen Hogg et la paléontologue Madeleine Fritz, en 1975 par le Musée d'histoire naturelle dans le cadre d'une exposition consacrée à leurs réalisations dans le domaine des sciences naturelles. En 1972, elle a lancé une maison d'édition, Otter Press, basée à Waterloo (Ontario), avec la publication de Matrix Optics par Ian Dagg. Opter Press a publié certains des livres d'Anne Innis jusqu'à aujourd'hui.
Anne Innis intègre le département des études intégrées à l'Université de Waterloo de 1978 à 1985, puis en devient la directrice académique des études indépendantes (le même programme mais renommé) de 1986 à 1989, et enfin conseillère universitaire principale pour ce programme de 1989 à nos jours,.

## Lutte contre l'inégalité entre les sexes dans les milieux universitaires
Après avoir obtenu son doctorat à l'université de Waterloo en 1967 et une vingtaine de publications, Dagg a tenté de trouver un emploi en tant que professeure titulaire. 
Mais contrairement à Jane Goodall, Anne Innis Dagg n'a pas trouvé la célébrité à son retour d'Afrique. De plus, malgré son doctorat, plusieurs années d’enseignement et la publication d’articles dans des revues à comité de lecture, elle a vu sa demande de titularisation refusée par l’Université de Guelph en 1972. Sandy Middleton a été le seul à la soutenir. « Comme je l’ai mentionné dans le documentaire : the woman who loves Giraffes, cette décision a gâché sa carrière », explique Sandy Middleton, ancien professeur de zoologie à l’Université de Guelph aujourd'hui en retraite. M. Middleton était l’un des membres – tous de sexe masculin – du comité de permanence et de promotion qui a examiné la demande d'Anne. Il déclare qu’il fut le seul à voter en sa faveur.
C'est ainsi qu'Anne constate qu'à cette époque, les universités n'étaient pas enclines à embaucher des femmes,. 
Toujours, en 1972, l’Université de Waterloo lui a déjà clairement déclaré qu’elle n’engagerait aucune femme mariée pour un poste de titulaire à temps plein. Anne Innis pose ensuite sa candidature à l’Université Wilfrid-Laurier, mais un homme moins qualifié qu’elle, obtint le poste qu'elle convoitait,.
Les expériences successives de discrimination qu'Anne Innis Dagg a dû endurer en tant que femme dans le milieu universitaire allaient durablement façonner son travail et ses intérêts de recherche pour le reste de sa carrière. Mais au lieu de la décourager, cela l'a, d'une certaine manière, stimuler pour lutter contre cet état de fait universitaire. 
Lors, de ses recherches sur le sexisme universitaire, Anne Innis constate que les universités d'Amérique du Nord mettent en avant de façon démesurée et quasi-systématique le prétexte de règles d'anti-népotisme envers des femmes universitaires ou chercheuses profitant du fait qu'elles étaient mariées à des professeurs masculins, arguant ainsi qu'elles n'avaient pas besoin de gagner leur vie. Cela leur permettait, de justifier la stagnation de leur carrière académique que ces universités leur imposaient, sans espoir d'évoluer. Cet usage avait, pour conséquence, de causer à toutes ces femmes un préjudice considérable et durable dans la poursuite de leurs carrières universitaires. 
Les recherches de Dagg sont citées dans un grand nombre d'études portant sur la distinction de sexe dans les carrières universitaires.  
En 1974, Anne Innis déposa une plainte auprès de la Commission ontarienne des droits de la personne après que l'Université Wilfrid Laurier a refusé de l'interviewer pour un poste dans leur département de biologie, cela, malgré ses quelque 19 ans d'expérience dans le domaine. Anne Innis demanda alors un examen officiel de la plainte après que la Commission eut conclu que ses demandes étaient « absolument sans fondement ». Puis en 1979, Anne Innis fit appel devant la Cour d'appel de l'Ontario du refus de la Commission ontarienne de constituer une commission d'enquête concernant sa candidature au poste de Professeur à l'université Wilfrid Laurier, mais elle perdit. 
Dagg a également exploré les expériences des femmes universitaires dans le livre de 1988 co-écrit avec Patricia J. Thompson alors étudiante en science de l'environnement à l'université de Waterloo intitulé MisEducation : women & Canadian universities. Anne Innis Dagg et Patricia J. Thompson ont souligné l'incroyable climat anti-femmes dans le milieu académique. Elles ont également noté que les supports didactiques et les manuels scolaires étaient fondés sur des stéréotypes sexistes, tout autant qu'aux collègues masculins faisant des blagues sexistes ou encore au manque de soutien ou de financement à l'égard des chercheuses, ce qui se caractérise par des carrières universitaires féminines qui stagnent et sont totalement bloquées dans les universités canadiennes. Dans le dernier chapitre de leur ouvrage, elles présentent des recommandations pour améliorer la vie des femmes dans l'université.
Dans une interview au Globe and Mail, Dagg, qui à l'époque avait publié dix livres et plus de 50 articles scientifiques, a déclaré à propos de ce livre sur le destin des femmes universitaires qu'elle espérait que cela ne lui coûterait pas son emploi.
Par ailleurs, en 1983, dans son ouvrage Harems and Other Horrors: Sexual Bias in Behavioral Biology (Harems et autres horreurs) Anne Innis dénonce les préjugés sexistes en biologie comportementale de la part des scientifiques masculins qui appliquent des schémas anthropomorphiques genrées sur la sexualité dans leurs observations sur les animaux, par exemple en qualifiant les femelles de « saintes-nitouches » ou d’« aguicheuses ». Ainsi en 2004, elle doit affronter le biologiste américain Craig Packer (en) par articles interposés sur l’infanticide chez le lion – qui la traite de « scientifique marginale » ayant une « obsession bizarre »,. Cela amène Anne Innis a écrire Love of Shopping is not a Gene: Problems with Darwinian Psychologie (L’Amour du shopping n’est pas un gène : les problèmes de la psychologie darwinienne). Dans ce livre, Anne établit un rapport entre les hypothèses sur les animaux, le caractère inévitable de la guerre et l’infériorité des femmes et des minorités, et les failles de la psychologie darwinienne. En revanche, Cory Doctorow qu'elle a conseillé au début de sa carrière, aujourd'hui journaliste et auteur de science-fiction et qui a révisé l’ouvrage déclare que « ce livre m’a transformé, j’ai compris que j’avais accepté des concepts qui ne résisteraient pas à un examen le moindrement rigoureux. Je parle encore de ce livre aujourd’hui ».

## Reconnaissance des nouvelles générations de chercheurs sur les girafes
En février 2010, Amy Phelps, responsable des girafes au Zoo d’Oakland à Oakland en Californie, participe à la création de l’International Association of Giraffe Care Professionals (IACGP) et à l'organisation de la première conférence inaugurale de cette association à Phoenix en Arizona. À cette occasion, elle souhaite la venue de l'autrice du livre qu'elle porte toujours avec elle, Giraffes, et que personne ne connaissait : Dr Anne Innis Dagg. Avec l'aide de Lisa Clifton-Bumpass, spécialiste comportementale animale et ex-policière, elle retrouve la trace de la zoologiste. Cette conférence à Phoenix en Arizona donne au Dr Innis Dagg l'opportunité de rencontrer les spécialistes mondiaux de la girafe dont des anatomistes, physiologistes et généticiens ainsi que 150 girafes participantes venant du Zoo de Phoenix. Anne Innis Dagg ne se doutait pas que ses travaux touchaient autant de personnes,. Dans son livre Smitten by Giraffe, Anne y décrit ces épisodes tout en déclarant que son réengagement pour les girafes date de cet évènement en 2010. 
Le 27 avril 2011, l’émission Ideas sur la chaîne radiophonique CBC diffuse un reportage racontée par Sandy Bourque sur Anne Innis Wild journey: the Anne Innis story,  qui capte l’attention de la réalisatrice Alison Reid qui eut alors l'idée du projet de tourner le film The Woman who loves giraffes.
Entre-temps, en 2011 Cambridge University Press souhaite rééditer son premier livre sur les girafes et lui demande d'en faire une mise à jour,,, The Giraffe: its Biology, Conservation and Behaviour paru en 1977 et une réédition en 1982 co-écrit avec J. Bristol Foster. Beaucoup de zoologistes considéraient cet ouvrage comme texte fondateur sur l'étude des girafes, ce livre faisait autorité dans ce domaine,. Bristol Foster n'était pas disponible, mais à 81 ans, Anne Innis s'y attaque, car quoi qu'il arrive, cette fois, elle bénéficie de l'aide de nombreux scientifiques et particulièrement, trois principaux contributeurs tels que Julian Fennessy qui par ailleurs est à la tête de la commission pour les girafes et Okapis à l'UICN, qui l'a soutient dans la rédaction de Girafe ; Biology, Behavior, elle peut compter aussi sur Zoe Muller et Paul Rose Conservation. La nouvelle édition de l'ouvrage parait en 2014. 
Anne Innis Dagg peut également bénéficier de l'appui de ses nouvelles connaissances pour connaître les résultats des plus récents travaux de recherche. « Je peux les appeler quand j’ai besoin d’explications », dit-elle. Ils lui ont apporté un soutien important avec des photos, des informations et l'ont initié aux nouvelles technologies pour étudier les girafes et surtout pour œuvrer activement à la conservation qui est clé pour protéger l'espèce désormais. Avant que la nouvelle édition paraisse en 2014, elle publie une lettre dans le quotidien The Globe and Mail pour expliquer les erreurs qu’elle a commises à propos de l’anatomie et du comportement social de la girafe dans les éditions antérieures. Anne Innis s'investit encore et toujours dans la protection de l'espèce en publiant sur ce sujet avec ses collègues.
Le film The Woman who loves giraffes (La Femme qui aime les girafes) a permis à Anne Innis d'accéder à la notoriété, et elle est désormais reconnue et honorée,. Anne devient notamment membre honoraire de la société Canadienne de zoologie.
Dans ce film documentaire qui lui est consacré en 2018, les chercheurs en zoologie des générations suivantes expriment comment ils se sont inspirés de ses publications et particulièrement de son ouvrage de référence Girafe, . Ces chercheurs qui se dévouent à l'étude des girafes luttent contre leur disparition silencieuse et reconnaissent que leur point de départ avant de débuter leurs recherches est de lire de bout en bout Giraffe, Biology, Conservation and Behaviour et de le relire régulièrement. Ils sont admiratifs car Anne Innis Dagg est restée très humble sans être tout à fait consciente de l'impact qu'elle a eu sur leur travail. Ainsi, parmi eux, John Doherty, spécialiste mondial de la girafe réticulée ,et son collègue Jacob Leaidura Samburu et naturaliste, et chercheur attaché à l'Université Queen's de Belfast, déclare dans le documentaire télévisé Giraffes : The Forgotten Giants de l'émission scientifique canadienne The Nature of Things présenté par David Suzuki que lors de son master, le livre d'Anne Innis Dagg était toujours sous son bras où qu'il aille et le considérait comme une bible tout comme nombre de ses confrères girafologues. Il la considère comme une pionnière. Anne Innis Dagg est partenaire du projet « Girafe réticulée » de John Doherty. Jason Pootoolal, alors responsable des ongulés à l'African Lion Safari (en) situé à Hamilton et Cambridge au Sud de l'Ontario environ à 100 km à l'ouest de Toronto, pionnier dans l'insémination artificielle des girafes pour les sauver de l'extinction estime Anne Innis Dagg comme une pionnière de l'étude des girafes. À l'African Lion Safari soutenu par l'université de Guelph, la première bébé Girafe nommée Safari est née en 2014, par insémination artificielle grâce aux efforts soutenus de Jason Pootoolal et de toute son équipe. Jason est, désormais, responsable des girafes au Zoo de Toronto et, le 12 mai 2020, un nouveau bébé girafe Masai, espèce très rare, Amani Innis Dagg fille de Mstari et de Kiko a vu le jour,,,,. Plus de 20 000 personnes ont voté pour choisir le nom Amani qui veut dire paix en swahili, et le zoo donna le nom d'innis Dagg en l'honneur de la zoologiste canadienne qui a déclaré être très honorée et indique qu'elle se demande chaque soir ce que fait sa nouvelle petite fille, et que cela représente beaucoup pour elle.

En février 2021, dans son article assorti d'un reportage The giant among the girafe the legacy of canadian biologist Anne Innis Dagg Dan Riskin
Science and Technology Specialist, CTV News, la baptise The Giraffe Whisperer, d'après lui, la première girafologiste.

## L'extinction silencieuse des girafes
« Malgré la baisse drastique du nombre de girafes dans la Nature qui s'éteignent beaucoup plus rapidement que les éléphants, rhinocéros, il y a toujours moins de 10 scientifiques sur le terrain » déplore Dr Francis Deacon biologiste à l'Université de l'État-Libre Bloemfontein en Afrique du Sud qui a consacré ses recherches sur les girafes et leur habitat, et, pionnier dans la pose de colliers GPS sur le cou des girafes,. 
Un objectif majeur du film The Woman who loves giraffes est de faire prendre conscience de la situation dramatique des girafes et de leur déclin qui parait inexorable si des mesures vigoureuses ne sont pas entreprises comme le souligne en 2019 Amy Phelps désormais conservatrice au Zoo de San Francisco. 
Julian Hennessy, qui a aidé Anne Innis dans la relecture de Giraffe, Biology, Behavior, Conservation à la tête d'un groupe de spécialistes de la girafe et de l'okapi (GOSG) de la Commission pour la Survie des Espèces de l'UICN (SSC) est l'un des plus de 120 groupes de spécialistes, autorités de la liste rouge et groupes de travail de la CSE de l'UICN travaillant à la réalisation de la vision de la CSE d'un « monde qui valorise et conserve les niveaux actuels de biodiversité ».

## Faits marquants
En décembre 1984, Anne Innis Dagg a reçu le Batke Human Rights Award - K-W Status of women pour ses contributions à la défense des droits des femmes.
En 2017, Anne reçoit le Prix de l'excellence dans l'écriture en science pour son livre pour enfants 5 Giraffes, qui présente aux jeunes lecteurs cinq girafes différentes — certaines nées en captivité et d'autres à l'état sauvage — et décrit ce qu'elles mangent, en quoi leur corps est unique et comment elles aiment socialiser.
Dr Anne Innis Dagg est lauréate de Prix Planet in Focus 2018 Canadian Eco-Hero décerné par le festival de film environmental Planet in Focus, à Toronto,,,.
En 2019 Dagg a été nommée Membre Honoraire de la Société canadienne de zoologie en reconnaissance de ses contributions à la zoologie canadienne.
Le 27 décembre 2019, la gouverneure générale du Canada Julie Payette nomme Anne Innis Dagg membre de l'Ordre du Canada pour sa contribution à la compréhension scientifique moderne de la girafe, qui a permis d’approfondir les connaissances en éthologie animale,,,.
Anne Innis Dagg fait l'objet d'un film, sorti en 2018 : The Woman Who Loves Giraffes réalisé par Alison Reid,.

## Vie personnelle
À Londres, sur le chemin du retour en bateau depuis l'Afrique du Sud, Anne Innis épouse un physicien canadien, Ian Ralph Dagg (1928-1993) en 1957 à Camden Town Hall à Londres en Angleterre. Anne avait rencontré Ian Dagg à Toronto lors de son premier cycle d'étude. Ils vivent à Ottawa de 1957 à 1959. 
En 1959, Ian Dagg est nommé au département de physique de l'Université de Waterloo où le couple déménage. Ian enseigna à l'université de Waterloo de 1959 à 1993 et en a présidé le département de 1988 à 1993. Le couple a eu trois enfants en 1960, 1962 et 1965. Ian Dagg a aidé son épouse notamment dans l'analyse des pas de girafes et leurs allures. Ian meurt d'une attaque cardiaque en 1993 en jouant au tennis, à l'âge de 64 ans.
Dr Anne Innis Dagg a vécu près de 18 ans avec le Professeur Alan Cairns (en), enseignant en sciences politiques, un ancien ami d'université, veuf lui aussi, avec qui Anne avait renoué. Prof. Cairns s'éteint le 27 août 2018 à Waterloo à l'âge de 88 ans,,.
Anne Innis Dagg décède le 1er avril 2024, après une brève maladie, à Kitchener, Ontario. 

## Honneurs
- 1955 : une médaille d'or pour ses résultats scolaires[122]
- 1975 : une des huit femmes leaders chez les biologistes au Canada
- 1984 : Batke Human Rights Award K-W Status of women Group
- 2010 : Récompense pour les pionniers de l'association des protecteurs des girafes
- 2016 : le prix pour l'ensemble de ses réalisations de la Conférence des girafes
- 2018 : Nomination des éco-héros canadiens à Planet in Focus
- 2018 : Prix de la femme d'influence en sciences au Musée de la Nature Canadien
- 2018 : Présentation dans Courage et Passion : les femmes canadiennes en Sciences Naturelles au Musée de la Nature
- 2018 : un documentaire primé sur l'histoire de sa vie a été réalisé par Alison Reid : La femme qui aime les girafes
- 2019 : Création d'une bourse Dr Anne Innis Dagg à l'université de Guelph
- 2019 : Membre Honoraire de la société canadienne de Zoologistes
- 2019 : Récompense par la médaille d'honneur de Laurence J Burpee de la Société Royale canadienne Géographique.
- 2019 : Doctor Honoris Causa Université de Waterloo
- 2019 : Doctor Honoris Causa Université de Toronto
- 2019 : Nommée Girafe Héros par le projet Héros des girafes
- 2019 : Membre de l'Ordre du Canada
- 2020 : Doctor Honoris Causa Université de l'Université Mount Saint Vincent[134]
- 2021 : dans le livre de Jamie Bastedo Anne fait partie des 12 Protectors of the planet environmental trailblazers from 7 à 97[135].

## Publications

### Livres
- (en) Canadian wildlife and man, Toronto, McClelland and Stewart, 1974, 192 p. (ISBN 0771025203)
- Illustré par Roslyn A. Alexander(en) Mammals of Ontario, Waterloo, Ont., Otter Press, 1974, 159 p. (ISBN 0969096313)
- avec J. Bristol Foster : (en) The giraffe: its biology, behavior, and ecology, NY, Van Nostrand Reinhold Co, 1976, xiii+210; 2nd edition, Huntington, N. Y., R. E. Krieger Pub. Co, 1982, xv+232 (ISBN 0898742757)
- (en) "Running, Walking And Jumping: The Science Of Locomotion, Wykeham Sciences series, 1977, 100 p. (ISBN 0844811696)
- (en) Wildlife Management in Europe, Waterloo, Ont., Otter Press, 1977, ix+324 (ISBN 096909633X)[136]
- (en) Camel quest: summer research on the Saharan camel, Toronto, York Pub. & Print Co, 1978, 192 p. (ISBN 0920424112)
- (en) 76 Terrific Books about Women : an Annotated list, Waterloo, Ont., Otter Press, 1980, 24 p.[137]
- (en) A Reference Book of Urban Ecology, Waterloo, Ont., Otter Press, 1981, xii+190 (ISBN 0969096356)
- avec Hilde Gauthier-Pilters: (en) The camel : its evolution, ecology, behavior, and relationship to man, 1981, xii+208 (ISBN 978-0-226-28453-8)
- (en) Harems and other horrors: sexual bias in behavioral biology, Waterloo, Ont., Otter Press, 1983, 125 p. (ISBN 9780969096375)
- (en) The fifty percent solution: why should women pay for men's culture?, Waterloo, Ont., Otter Press, 1986, 128 p. (ISBN 0-88920- 355-5)
- (en) Tangalooma and Moreton Island History and Natural History, Tangalooma, Otter Press, 1986, 58 p. (ISBN 0959255508)
- avec Patricia J. Thompson (en) Mis Education: Women & Canadian Universities, Toronto, Ont., Ontario Institute for studies in Education, 1988, 128 p. (ISBN 0774403187)
- avec John Bonnett Wexo, Richard Orr (Illustrator)(en) Camels (Zoobooks Series), Reston, USA., Zoobooks/Wildlife Education, 1989, 128 p. (ISBN 0937934240)
- (en) The feminine gaze : a Canadian compendium of non-fiction women authors and their books, 1836–1945 (With foreword by Helen M. Buss), Waterloo, Ont., Wilfrid Laurier U. Press, 2001, 355 p. (ISBN 978-0-88920-355-6, BNF 38818041, lire en ligne)[138]
- (en) "Love of shopping" is not a gene : Problems with Darwinian psychology, Montreal, Black Rose Press, 2005, 210 p. (ISBN 978-1-55164-256-7)
- (en) Pursuing giraffe : A 1950s adventure, Waterloo, Ont., Wilfrid Laurier U. Press, 2006, 281 p. (ISBN 0889205396, lire en ligne)
- (en) The social behavior of older animals, Baltimore, Johns Hopkins U. Press, 2009, ix+225 (ISBN 0801890500, lire en ligne)[139]
- (en) Animal friendships, NY, Cambridge U. Press, 2011, viii+238 (lire en ligne)[51]; hbk (ISBN 9781107005426); pbk (ISBN 9780521183154)
- avec Lee E. Harding: (en) Human evolution and male aggression: debunking the myth of man and ape, Amherst, N. Y., Cambria Press, 2012, 276 p. (ISBN 160497821X)
- (en) Giraffe: Biology, Behavior, and conservation, NY, Cambridge U. Press, 2014, 260 p. (ISBN 1107610176)
- avec William J. Buxton, Michael R. Cheney, Paul Heyer (en) Harold Innis Reflects: Memoir and WWI Writings/Correspondence : (Critical Media Studies: Institutions, Politics, and Culture), Lanham USA, Rowman & Littlefield, 2016, 260 p. (ISBN 1442273992)
- avec Seung Young Roh(en) Old age of learning from animals (Korean Edition), Markham, Window of the times, 2016, 64 p. (ISBN 8959406163)
- (en) 5 Giraffes, Markham, Fitzhenry & Whiteside, 2016, 64 p. (ISBN 9781554553563)[140]
- (en) Smitten By Giraffe : My Life as a Citizen Scientist, Montreal, McGill-Queen's University Press, 2016, 226 p. (ISBN 978-0-7735-4799-5, lire en ligne)
- (en) Her Own Person: The Life of Mary Quayle Innis, Waterloo, Ont., Wilfried Laurier University Press, 2020, 200 p. (ISBN 1771124393) [141]
- avec Zimic Lesley(en) Chilkoot Challenge (Paperback), Waterloo, Ont., Otter Press, 2021, 108 p. (ISBN 9798578065866)

### Livres parlant d'Anne Innis Dagg
- (en) Wild Lives: Leading Conservationists on the Animals and the Planet They Love, New York USA, Skyhorse, 2017, 224 p. (ISBN 1510713646)

de Lori Robinson, Janie Chodosh
- (en) Protectors of the Planet: Environmental Trailblazers from 7 to 97, Markham, Canada, Red Deer Press, 2020, 330 p. (ISBN 0889955697)

de Jamie Bastedo 

### Articles
Quelques-uns de ses articles scientifiques les plus cités sont listés ici :
- (en) Anne Christine Innis, « The Behaviour of the Giraffe, Giraffa Camelopardalis, in the Eastern Transvaal », Zoological Society of London, Library Wiley, vol. 2, no 131,‎ septembre 1958, p. 245-278 (lire en ligne)
- (en) Anne Innis Dagg, « The Role of the Neck in the Movements of the Giraffe », Journal of Mammalogy, American Society of Mammalogists, vol. 43, no 1,‎ 1962, p. 88-97 (lire en ligne)
- (en) Anne Innis Dagg et Antoon de Vos, « The walking gaits of some species of Pecora », Journal of Zoology, vol. 155, no 1,‎ 1968 (lire en ligne)
- (en) Anne Innis Dagg, « Preferred environmental temperatures of some captive mammals », International Zoo Yearbook, Institute of Zoology, vol. 10, no 1,‎ 1970 (lire en ligne)[142]
- (en) Anne Innis Dagg et Doug E. Windsor, « Olfactory discrimination limits in gerbils », Canadian Journal of Zoology, vol. 49, no 3,‎ 1971, p. 283-285 (lire en ligne)
- (en) Anne Innis Dagg, « Giraffa camelopardalis », Mammalian Species, no 5,‎ 1971, p. 1-8 (lire en ligne)
- (en) Anne Innis Dagg, « Gaits in mammals », Mammal Review, vol. 3, no 4,‎ 1973, p. 135-154 (lire en ligne)
- (en) Anne Innis Dagg, « The locomotion of the camel (Camelus dromedarius) », Journal of Zoology, vol. 174, no 1,‎ 1974 (lire en ligne)
- (en) Anne Innis Dagg, « The walk of the Silver gull (Larus novaehollandiae) and of other birds », Journal of Zoology, vol. 182, no 4,‎ 1977 (lire en ligne)
- (en) Anne Innis Dagg, « Homosexual behaviour and female‐male mounting in mammals—a first survey », Mammal Review, vol. 14, no 4,‎ 1984, p. 155-185 (lire en ligne)